# Cratere Ja'afar
Ja’afar è un cratere sulla superficie di Encelado.